# Culex macdonaldi
Culex macdonaldi is een muggensoort uit de familie van de steekmuggen (Culicidae). De wetenschappelijke naam van de soort is voor het eerst geldig gepubliceerd in 1965 door Colless.